# Miguel Gutiérrez
Miguel Gutiérrez Ortega (Madrid, 27 juli 2001) is een Spaans voetballer die sinds 2022 uitkomt voor Girona FC.

## Clubcarrière

### Jeugd
Gutiérrez zette zijn eerste voetbalstappen bij ADYC Pinto, een club uit Pinto, een voorstad van Madrid. Uiteindelijk stapte hij over naar Getafe CF, waar Real Madrid hem in 2011 kwam wegplukken.

### Real Madrid
In 2017 probeerde toenmalig Manchester United-trainer José Mourinho de zestienjarige Gutiérrez naar Old Trafford te halen, maar de Spanjaard bleef bij Real Madrid. In juli 2019 selecteerde Zinédine Zidane hem voor de Audi Cup, een vriendschappelijk toernooi in Duitsland. In de halvefinalewedstrijd tegen Tottenham Hotspur (0-1-verlies) kwam hij niet in actie, in de kleine finale tegen Fenerbahçe SK (5-3-winst) viel hij kort na het uur in voor Marcelo.
In het seizoen 2019/20 won hij onder trainer Raúl González Blanco de UEFA Youth League met de U19 van Real Madrid. Gutiérrez scoorde in deze campagne vier doelpunten: in de 2-4-nederlaag tegen Galatasaray SK in de groepsfase scoorde hij de 2-2, daarna stond hij vanaf de kwartfinale elke wedstrijd aan het kanon: in de kwartfinale tegen Internazionale (0-3-winst) scoorde hij de 0-2 vanop de strafschopstip, in de 1-2-zege tegen Red Bull Salzburg in de halve finale scoorde hij het tweede Madrileense doelpunt, en ook in de finale tegen SL Benfica (2-3-winst) scoorde hij het laatste Madrileense doelpunt. Ook in de twee edities daarvoor, waarin Real Madrid door respectievelijk door Chelsea FC en TSG 1899 Hoffenheim werd uitgeschakeld in de kwartfinale, trad Gutiérrez met Real Madrid aan in de UEFA Youth League.
In het seizoen 2020/21 stroomde hij door naar Real Madrid Castilla, het tweede elftal van de club in de Segunda División B. In datzelfde seizoen maakte hij zijn officiële debuut in het eerste elftal van de club: op 21 april 2021 mocht hij in de competitiewedstrijd tegen Cádiz CF (0-3-winst) in de 74e minuut invallen voor Marcelo. Na nog twee invalbeurten (tegen CA Osasuna en Sevilla FC op speeldagen 34 en 35) kreeg hij op speeldag 36 tegen Granada CF (1-4-winst) zijn eerste basisplaats. Gutiérrez bood Luka Modrić de assist voor de 0-1 aan en speelde de hele wedstrijd, net als drie dagen later in de 0-1-zege tegen Athletic Bilbao. Op de slotspeeldag kreeg hij tegen Villarreal CF (2-1-zege) een derde basisplaats op rij, ditmaal werd hij in de 68e minuut vervangen door Marcelo.
In het seizoen 2021/22 speelde hij onder Carlo Ancelotti slechts vier officiële wedstrijden in het eerste elftal: op de derde, vierde en zesde competitiespeeldag kreeg hij een basisplaats tegen respectievelijk Real Betis, Celta de Vigo en RCD Mallorca. Tegen Real Betis en Celta de Vigo werd hij in het slotkwartier gewisseld, tegen Mallorca bleef hij de hele wedstrijd tussen de lijnen. Op 28 september 2022 maakte hij ook zijn Europese debuut voor Real Madrid: in de Champions League-groepswedstrijd tegen Sheriff Tiraspol, die Real Madrid verrassend met 1-2 verloor, kreeg hij een basisplaats en werd hij in de 66e minuut gewisseld voor Toni Kroos.

### Girona FC
In augustus 2022 ondertekende Gutiérrez een vijfjarig contract bij Girona FC, dat vier miljoen euro voor hem neertelde. Real Madrid behield wel 50 procent van zijn transferrechten. Na een degelijk eerste seizoen groeide hij in het seizoen 2023/24, waarin Girona geregeld aan de leiding stond en uiteindelijk derde eindigde, uit tot een vaste waarde in de verdediging van trainer Míchel. Het leverde hem in de winter van 2024 interesse op uit Engeland.

## Clubstatistieken
| Seizoen         | Club                 | Land            | Competitie            | Competitie | Competitie | Beker | Beker | Supercup | Supercup | Europees | Europees | Totaal | Totaal |
| Seizoen         | Club                 | Land            | Competitie            | Wed.       | Dlp.       | Wed.  | Dlp.  | Wed.     | Dlp.     | Wed.     | Dlp.     | Wed.   | Dlp.   |
| --------------- | -------------------- | --------------- | --------------------- | ---------- | ---------- | ----- | ----- | -------- | -------- | -------- | -------- | ------ | ------ |
| 2020/21         | Real Madrid Castilla | Vlag van Spanje | Segunda División B    | 15         | 1          | —     | —     | —        | —        | —        | —        | 15     | 1      |
| 2020/21         | Real Madrid          | Vlag van Spanje | Primera División      | 6          | 0          | 0     | 0     | 0        | 0        | 0        | 0        | 6      | 0      |
| 2021/22         | Real Madrid Castilla | Vlag van Spanje | Primera División RFEF | 16         | 2          | —     | —     | —        | —        | —        | —        | 16     | 2      |
| 2021/22         | Real Madrid          | Vlag van Spanje | Primera División      | 3          | 0          | 0     | 0     | 0        | 0        | 1        | 0        | 4      | 0      |
| 2022/23         | Girona FC            | Vlag van Spanje | Primera División      | 34         | 2          | 2     | 0     | —        | —        | —        | —        | 36     | 2      |
| 2023/24         | Girona FC            | Vlag van Spanje | Primera División      | 35         | 2          | 5     | 0     | —        | —        | —        | —        | 40     | 2      |
| Carrière totaal | Carrière totaal      | Carrière totaal | Carrière totaal       | 109        | 7          | 7     | 0     | 0        | 0        | 1        | 0        | 117    | 7      |

Bijgewerkt op 10 juli 2024.

## Erelijst
| Competitie            |                 |                 |                 |                 |
| Competitie            | Aantal          | Jaren           |                 |                 |
| Real Madrid –19       | Real Madrid –19 | Real Madrid –19 | Real Madrid –19 | Real Madrid –19 |
| --------------------- | --------------- | --------------- | --------------- | --------------- |
| UEFA Youth League     | 1x              | 2019/20         |                 |                 |
| Spanje –19            |                 |                 |                 |                 |
| Europees kampioen –19 | 1x              | 2019            |                 |                 |

1 Carlos ·
3 Gutiérrez ·
4 Martínez ·
5 López ·
6 Van de Beek ·
7 Stuani  ·
8 Tsyhankov ·
9 Ruiz ·
10 Asprilla ·
11 Danjuma ·
13 Gazzaniga ·
14 Romeu ·
15 Juanpe ·
16 Francés ·
17 Blind ·
18 Krejčí ·
19 Miovski ·
20 Gil ·
21 Herrera ·
22 Solís ·
23 Martín ·
24 Portu ·
25 López ·
27 Misehouy ·
Coach: Míchel